# 212 Медеја
212 Медеја (лат. 212 Medea) је астероид главног астероидног појаса. Приближан пречник астероида је 136,12 km,
а средња удаљеност астероида од Сунца износи 3,116 астрономских јединица (АЈ).
Инклинација (нагиб) орбите у односу на раван еклиптике је 4,265 степени, а орбитални период износи 2009,762 дана (5,502 година). Ексцентрицитет орбите астероида износи 0,106.
Апсолутна магнитуда астероида износи 8,28 а геометријски албедо 0,046.
Астероид је откривен 6. фебруара 1880. године.